# Asseco
Asseco Polonia SA es una de las empresas más destacadas en el sector de tecnología de la Bolsa de valores de Varsovia. Fundada en 1991, proporciona software de ordenador a la industria bancaria. La empresa es el resultado  de una fusión entre la ASSET Soft AS y COMP Rzeszów SA. Asseco proporciona una variedad de servicios al sector bancario y de las finanzas.  Su sede central está en Rzeszów, Polonia; en España se encuentran situados en Madrid. 
Los ingresos consolidados del Grupo Asseco en 2020 ascendieron a 12 190 millones PLN y el beneficio neto ascendió a 401,9 millones PLN. El beneficio operativo ascendió a más de 23,8 millones PLN

## Estructura de la compañía

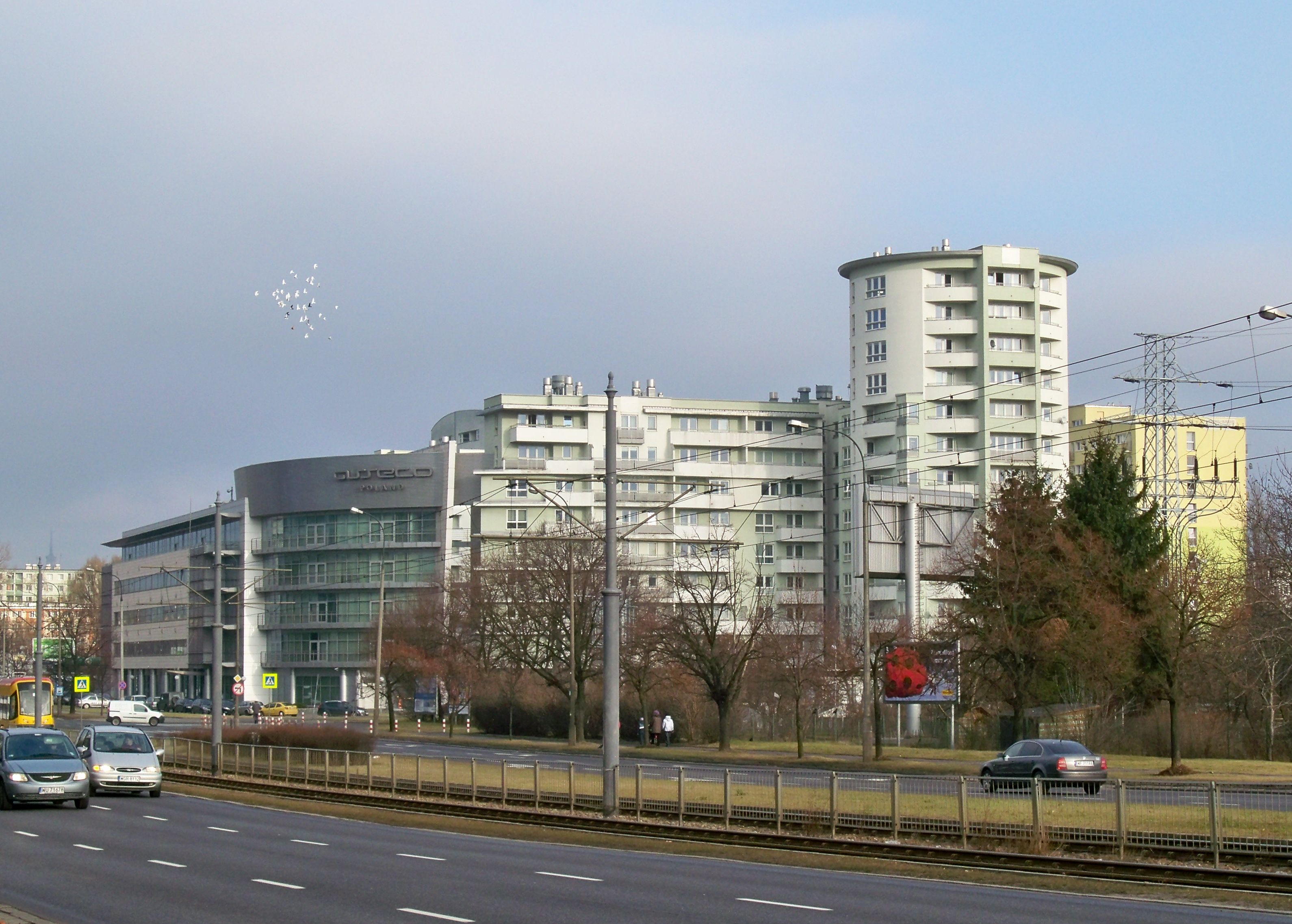
Asseco Sede en Varsovia

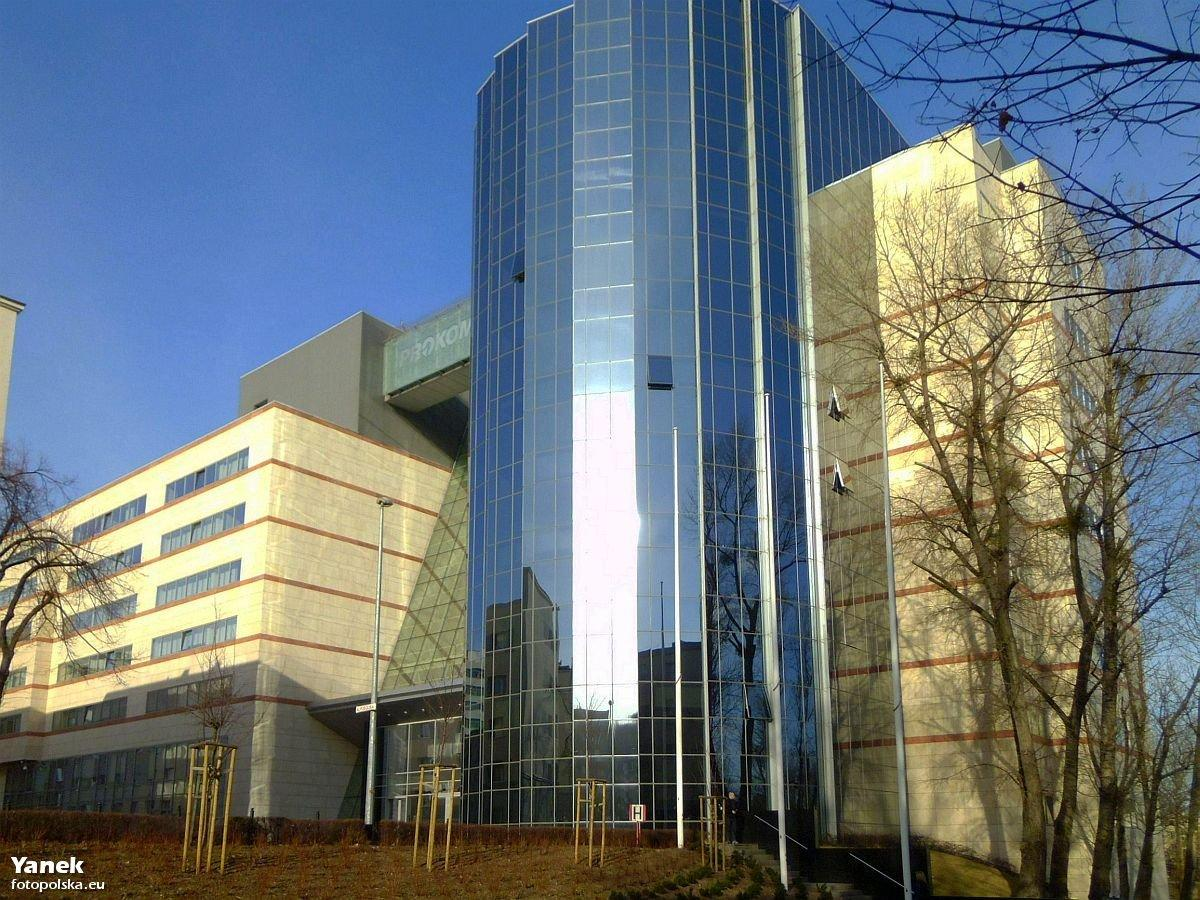
Asseco Oficina de Polonia en Gdynia

Asseco Poland SA lidera un grupo de capital multinacional que opera en el sector de la tecnología de la información. El grupo cuenta con varias filiales y está presente en más de 50 países de todo el mundo como Polonia, Eslovaquia, República Checa, Austria, Lituania, Alemania, Rumanía, Hungría, España, Estados Unidos, Israel, Japón, Turquía y el Balcanes. La empresa ocupó el sexto lugar en el ranking Truffle 100 de los mayores productores de software de Europa.
Polonia:
- Asseco S.A. de Polonia
- Asseco S.A. de Soluciones empresariales
- Asseco S.A. de Sistemas del dato
- Novum Sp. z o.o.
- Postdata S.A.
- Gladstone Consultoría
- SKG S.A.
- DahliaMatic Sp. z o.o.

Israel:
- Matrix
- Sapiens
- Magic Software

Europa central:
- Asseco Europa central un.s.
- Asseco Soluciones un.s.
- Asseco Europa central Magyarorszag Zrt.
- Asseco Hungría Zrt.
- DanubePay, un. s.
- Asseco Soluciones AG
- InterWay, un. s.
- exe, un. s.
- eDocu, un. s.
- Asseco BERIT

Europa Oriental del sur:
- Asseco S.A. de Europa Oriental del sur (Asseco VE Grupa)
- Asseco VE d.o.o., Bosnia y Herzegovina
- Asseco VE o.o.d., Bulgaria
- Asseco VE d.o.o., Croacia
- Asseco VE Sh.p.k., Kosovo
- Asseco VE d.o.o.e.l., Macedonia
- Asseco VE d.o.o., Montenegro
- Asseco VE s.r.l., Rumanía
- Asseco VE d.o.o., Serbia
- Asseco VE d.o.o., Eslovenia
- Asseco VE Teknoloji Un.Ş., Turquía

Europa occidental:
- Asseco España SA
- Necomplus, S.L.
- Asseco PST

Europa del norte:
- Asseco Dinamarca Un/S
- Grupo de Consultoría de la cumbre
- Sintagma, UAB
- Asseco Lietuva, UAB
- CodeConnexion

## Asseco en España
Bajo el nombre de Asseco Spain, nace en 1991 como Raxon Informática, entrando a formar parte del entramado de la polaca Asseco en 2009, tomando el nombre de la empresa matriz, y convirtiéndose en un referente español de la ciberseguridad y encriptación por cadena de bloques. Con su sede central en Madrid, también tiene sedes en Zaragoza y Alicante. Trabajan en los sectores de Transporte, Banca, Seguros, Educación, Farma, Retail, Sanidad y Administraciones Públicas. Desde la aplicación de las IT se han implicado en la industria del turismo.
En 2020, recibió en manos de José A. Pinilla Pérez, CEO de Asseco Spain, el premio al Liderazgo en soluciones de ciberseguridad en los IV Premios de Tecnología e Innovación.
En 2020, su CEO en España José A. Pinilla Pérez anunció la apertura de la Fundación Asseco con el objetivo "de democratizar el uso de la tecnología y acercarla a los colectivos más vulnerables de la sociedad", teniendo dos campos de trabajo claros: la educación y la salud. 